# Latronche
Latronche (La Tronça  auf Okzitanisch) ist eine französische Gemeinde mit 114 Einwohnern (Stand 1. Januar 2022) im Département Corrèze in der Region Nouvelle-Aquitaine.

## Geografie
Die Gemeinde liegt im Zentralmassiv, rund drei Kilometer westlich der Dordogne und ist von ausgedehnten Wäldern umgeben.
Tulle, die Präfektur des Départements liegt ungefähr 50 Kilometer westlich und Égletons etwa 25 Kilometer nordwestlich sowie Ussel rund 30 Kilometer nordöstlich.
Nachbargemeinden von Latronche sind Neuvic im Norden und Osten, Chalvignac im Südosten, Soursac im Süden, Saint-Pantaléon-de-Lapleau im Westen sowie Saint-Hilaire-Luc im Nordwesten.

## Wappen
Beschreibung: In Blau drei goldene Äpfel, rechts oben in Rot und Gold geschachte Vierung.(Hinweis auf das Haus Ventadour).

## Einwohnerentwicklung
| Jahr      | 1962 | 1968 | 1975 | 1982 | 1990 | 1999 | 2007 | 2016 |
| Einwohner | 157  | 187  | 167  | 140  | 123  | 154  | 134  | 135  |